# Gyranusoidea hecale
Gyranusoidea hecale är en stekelart som beskrevs av John S. Noyes och Hayat 1994. Gyranusoidea hecale ingår i släktet Gyranusoidea och familjen sköldlussteklar. Inga underarter finns listade i Catalogue of Life.